# Sahulsolfågel
Sahulsolfågel (Cinnyris frenatus) är en fågel i familjen solfåglar inom ordningen tättingar.

## Utbredning och systematik
Sahulsolfågeln delas in i fyra underarter med följande utbredning:
- Cinnyris frenatus plateni – Sulawesi, Talaud, Salayar och intilliggande mindre öar
- Cinnyris frenatus robustirostris – Banggaiöarna och Sulaöarna
- Cinnyris frenatus frenatus – norra Moluckerna, Aruöarna och Västpapuanska öarna via Nya Guinea till nordöstra Queensland i Australien
- Cinnyris frenatus flavigastra – Bismarckarkipelagen och Salomonöarna

Fågeln kategoriserades tidigare som underart till Cinnyris jugularis, men erkänns sedan 2023 som egen art av både IOC och eBird/Clements.

## Status
IUCN erkänner den ännu inte som egen art, varför dess hotstatus inte bedömts.